# Aérospatiale N 262
Aérospatiale N 262 — французский турбовинтовой авиалайнер для авиалиний малой протяженности. Разработан и производился компанией Nord Aviation (с 1970 — Aérospatiale). Серийный выпуск продолжался в 1962—1976, выпущено 110 самолётов в нескольких модификациях.

## Разработка. Конструкция самолёта
Прототип самолёта была разработан французским авиаконструктором Максом Хольсте под обозначением Max Holste MH.250 Super Broussard. Первый полёт выполнен 29 июля 1960 года.
Дальнейшую разработку самолёта вела государственная компания Nord Aviation (позже в составе Aérospatiale). Первый полёт самолёта Nord 262 совершен в июле 1964 г, начата коммерческая эксплуатация во французской авиакомпании Air Inter.
В ходе серийного выпуска самолёты модернизировались. В частности, на них устанавливались различные модификации турбовинтового двигателя Bastan. Часть самолётов выпущена для рынка США под обозначением Mohawk 298.

## Эксплуатация
Самолёт эксплуатировался следующими авиакомпаниями:
- Air Ceylon
- Aerovías
- Air Alsace
- Air Inter
- Alisarda
- Allegheny Airlines
- Cimber Air

- Dan-Air

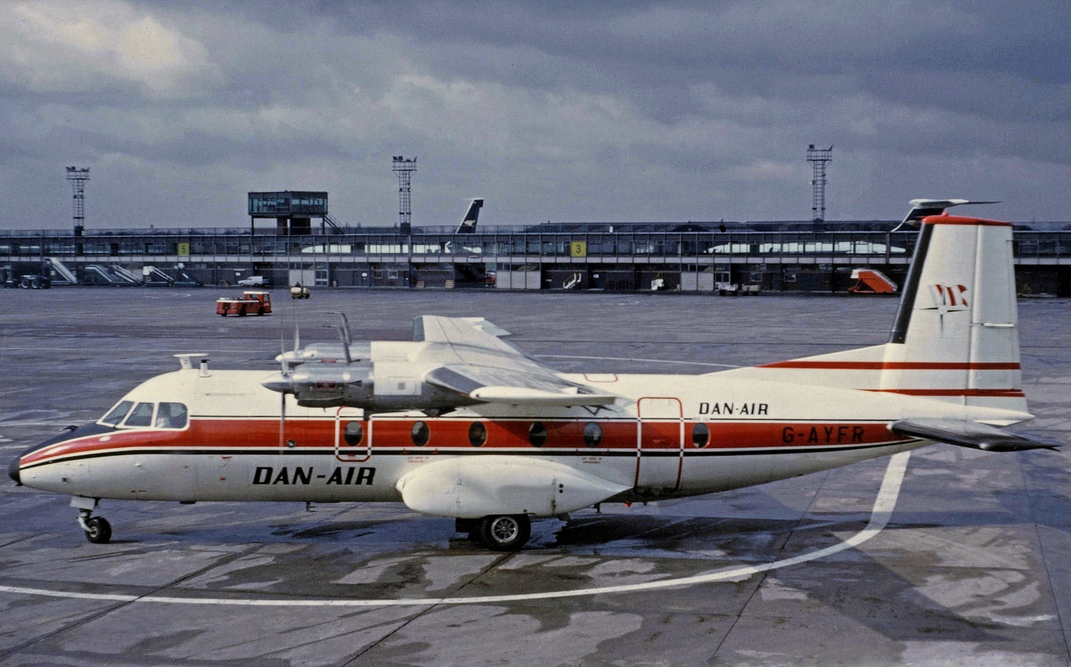
Nord 262A (G-AYFR), Dan-Air

- IFG Interregional Fluggesellschaft
- Japan Domesic
- Lake Central Airlines
- Linjeflyg
- Mohawk Air Service
- Tempelhof Airways
- Rhein Air
- National Commuter Airlines(NATCOM)
- Widerøe
- Swift Aire (San Luis Obispo, USA)
- Trans Service Airlift
- Malu Aviation

По состоянию на июль 2011 всего 3 самолёта Nord 262 находились в эксплуатации следующих авиакомпаний:
- Equatorial International Airlines (1),
- International Trans Air Business (1)
- RACSA (1).

## Лётно-технические характеристики
Экипаж: 2
Пассажировместимость: 29
Длина: 19,28 м
Размах крыла: 21,90 м
Высота: 6,21 м
Вес пустого: 6654 кг
Максимальный взлетный вес: 10300 кг

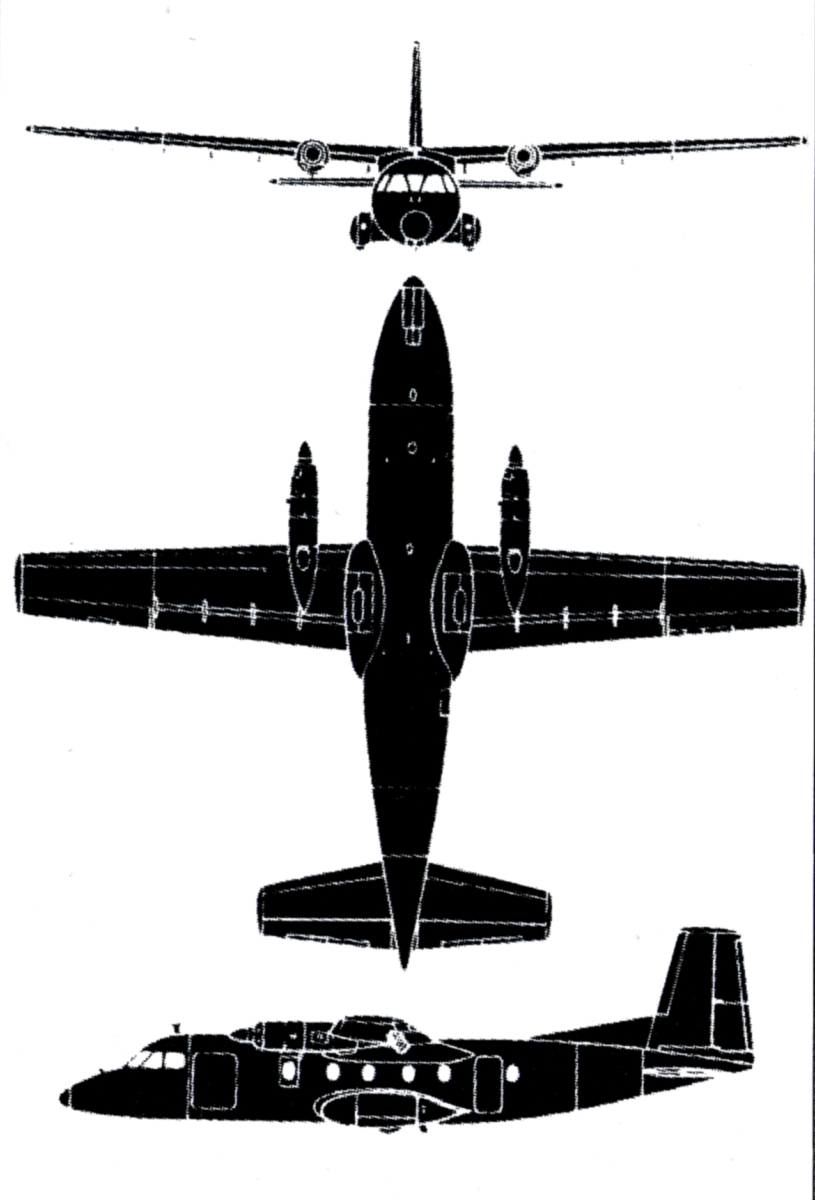
Aérospatiale N 262

Силовая установка: 2 × ТВД Turbomeca Bastan VI C, мощность 1065 л.с. каждый
Крейсерская скорость: 360 км/ч
Дальность: 1110 км
Практический потолок: 7300 м

## Аварии и катастрофы
По данным портала Aviation Safety Network по состоянию на 8 февраля 2020 года в общей сложности в результате катастроф и серьёзных аварий были потеряны 16 самолётов Aérospatiale N 262, при этом погибли 106 человек. 
| Дата       | Бортовой номер | Место аварии                       | Жертвы    | Краткое описание |
| ---------- | -------------- | ---------------------------------- | --------- | --- |
| 28.12.1970 | CF-BCR         | Ричмонд                            | 0/4       | Совершил вынужденную посадку из-за пожара в двигателе. Был отремонтирован.                                                                      |
| 31.12.1970 | F-BNGB         | Средиземное море (90 км от Алжира) | 30/30     | Пропал в море. |
| 21.01.1971 | 44/F-RBOA      | Мезийак                            | 21/21     | Разбился в метель в горной местности. Среди жертв были семь ведущих экспертов Франции по ядерному оружию.                                       |
| 05.12.1971 | F-BNMO         | Ланьон                             | 2/3       | Разбился при заходе на посадку ночью. |
| 12.11.1973 | F-BLHT         | Краон                              | 0/5       | В полёте закончилось топливо. Совершил вынужденную посадку.                                                                                     |
| 29.12.1973 | F-BNTT         | Доль                               | н.д./н.д. | Обстоятельства неизвестны. |
| 14.08.1975 | F-BPNV         | Сент-Йан                           | н.д./н.д. | Обстоятельства неизвестны. |
| 09.04.1977 | N7886A         | Рединг                             | 1+3/3     | Во время захода на посадку столкнулся с Cessna 195.                                                                                             |
| 17.01.1979 | 85             | Шербур-Октевиль                    | 0/н.д.    | Авария при взлёте. |
| 24.01.1979 | 7T-VSU         | Бешар                              | 14/23     | Разбился при посадке. |
| 12.02.1979 | N29824         | Кларксберг                         | 2/25      | Разбился во время взлёта. |
| 10.03.1979 | N418SA         | Лос-Анджелес                       | 3/7       | Упал в воду при взлёте. |
| 27.01.1990 | TN-230         | Кинкала                            | 28/28     | Разбился в сложных метеоусловиях. |
| 29.11.1990 | TR-KJB         | Либревиль                          | н.д./н.д. | Обстоятельства неизвестны. |
| 27.01.1993 | 9Q-CJK         | Киншаса                            | 6+3/21    | Перегруженный самолёт не смог взлететь, выкатился за пределы взлётно-посадочной полосы, врезался в автомобили и остановился на железной дороге. |
| 25.12.1999 | 78/F-RBAF      | Ивелин                             | 0/0       | Получил повреждения во время непогоды. |
| 02.10.2006 | 9Q-CBA         | Киквит                             | 0/н.д.    | Выкатился за пределы взлётно-посадочной полосы.                                                                                                 |